# Ted Bonda
Alva Ted Bonda (1917 - 22 octobre 2005) est un homme d'affaires qui fut propriétaire de la franchise de baseball MLB des Cleveland Indians de 1977 à 1978. Il achète la franchise le 12 avril 1977 alors que cette dernière est au bord de la banqueroute. Sur les six saisons précédentes, les pertes cumulées s'élèvent à 5,1 millions de dollars. Les rumeurs de déménagement deviennent plus pressantes que jamais, mais Bonda refuse catégoriquement cette option. Il refuse ainsi de traiter la vente du club avec Donald Trump, redoutant que ce dernier ne délocalise le club.
Le 3 février 1978, F.J. O'Neill et Gabe Paul s'unissent pour permettre au club de rebondir. F.J. O'Neill devient alors l'actionnaire principal des Indians.